# Oxalis psoraleoides
Oxalis psoraleoides är en harsyreväxtart. Oxalis psoraleoides ingår i släktet oxalisar, och familjen harsyreväxter.

## Underarter
Arten delas in i följande underarter:
- O. p. insipida
- O. p. psoraleoides